# El aprendiz de brujo

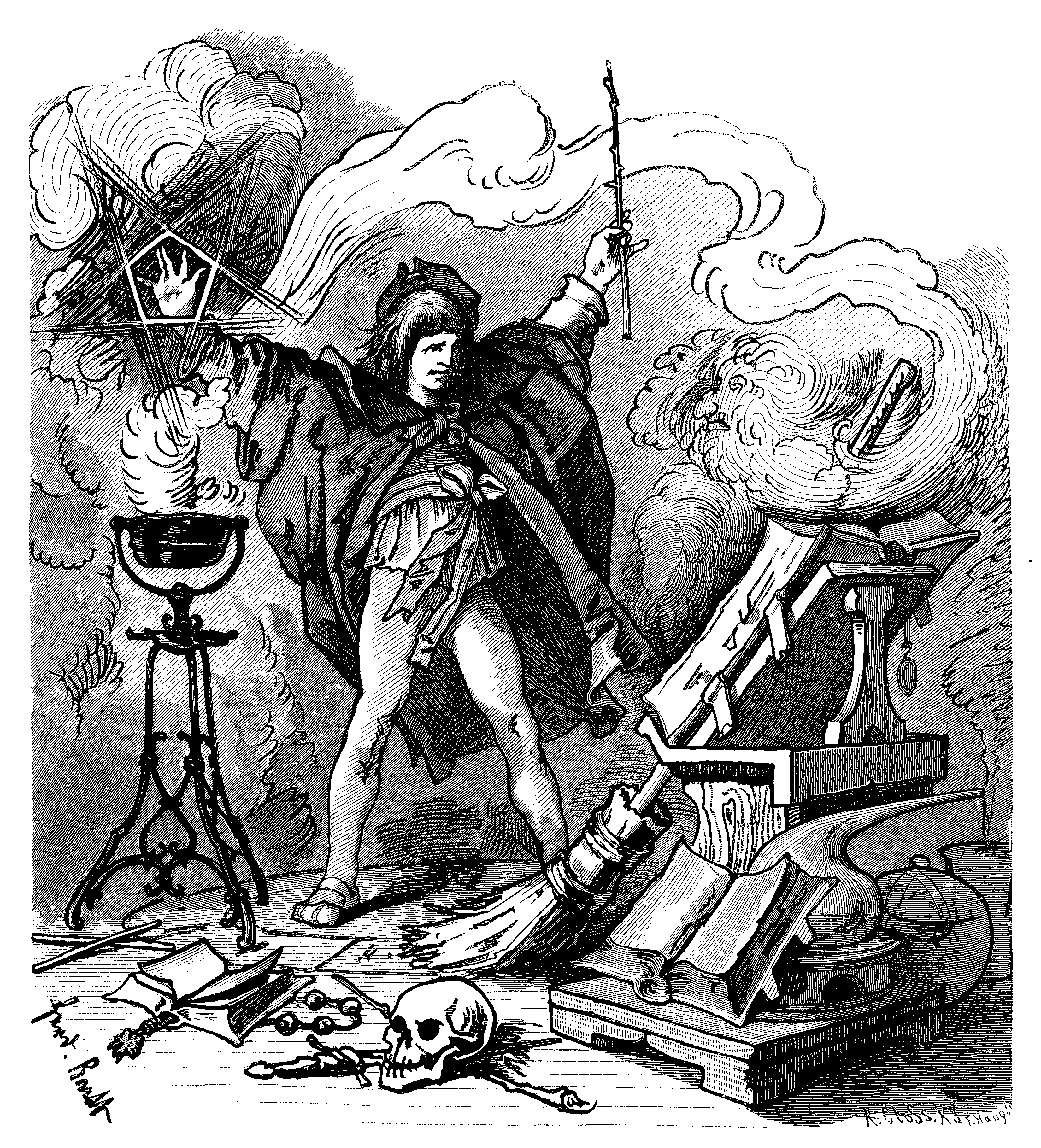
Ilustración de c.1882 de Ferdinand Barth.

El aprendiz de brujo (en alemán: "Der Zauberlehrling"), es un poema de Johann Wolfgang von Goethe escrito en 1797. El poema es una balada de catorce estrofas.

## Argumento
El poema comienza como un viejo hechicero se marcha de su taller, dejando a su aprendiz con tareas que hacer. Cansado de tener que ir a buscar agua con un cubo, el aprendiz encanta una escoba para que haga el trabajo por él, aunque él no se ha formado en el uso de esta magia. El piso pronto se inunda de agua y el aprendiz repara en que no puede detener a la escoba ya que no conoce el hechizo para esto.
El aprendiz parte la escoba en dos con una hacha, pero cada una de las piezas se convierte en una escoba entera, la cual toma otro cubo y continúa buscando agua, duplicando ahora la cantidad de cubos con agua. La habitación pronto comienza a inundarse. Cuando todo parece perdido, el viejo hechicero regresa y rápidamente rompe el hechizo. El poema concluye con el viejo hechicero diciendo que solo un maestro tendría que invocar espíritus potentes.

## Cultura alemana
El texto de Goethe es bien conocido en el mundo de habla alemana. Los versos en los que el aprendiz implora al hechicero que regrese para que lo ayude con el lío que creó se han convertido en un cliché, especialmente la línea "Die Geister, die ich rief" ("Los espíritus que convoqué"), una versión simplificada de uno de los versos de Goethe "Die ich rief, die Geister, / Werd' ich nun nicht los" ("Los espíritus que convoqué / ahora no puedo deshacerme de mí otra vez"), el cual a menudo se utiliza para describir a alguien que convoca ayuda o aliados que el individuo no puede controlar, especialmente en política.[cita requerida]

## Análisis
La historia del "Aprendiz de brujo" está clasificado en el Índice Aarne–Thompson–Uther como ATU 325 ("El mago y su alumno") o ATU 325* ("El aprendiz y los fantasmas"). La historia supone dos formatos, mayoritariamente:
- El primero: un padre vende su hijo a un hechicero. El chico aprende a cambiar de forma, huye del taller y regresa con su padre. Ellos ambos elaboran un plan para estafar a la gente y así ganar dinero: el padre venderá al chico estando con forma equina. El hechicero nota el truco y compra el caballo-chico. Lo que sigue es un duelo de cambia formas entre el brujo y el aprendiz, donde este último al transformarse en un zorro y comerse al brujo con forma de gallo.
- El segundo: el padre está ausente en la historia. El joven aprende los trucos del brujo y logra escaparse de este. Con la ayuda de una princesa, logra derrotar al hechicero en un duelo de cambia formas.

El folclorista Stith Thompson sugirió un origen asiático para la historia, presuntamente India. Remarcó su popularidad allí, la cual se ha extendido por todas partes de Asia, Europa, a África y América.
Hasan M. El-Shamy sugiere que una antigua forma del argumento aparece en el Cuento de Setne Khamwas y Si-Osire, en el episodio de una confrontación entre dos brujos. Otros estudios indican que el motivo del "combate de transformaciones" entre dos hechiceros sugieren una mayor antigüedad.

## Historias similares
Varias versiones difieren de la de Goethe, en algunas el brujo está enojado con el aprendiz e incluso llega a expulsarlo, lo cual causa el desorden. En otras versiones, el hechicero sencillamente reprende a su aprendiz sobre la necesidad de ser capaz de controlar correctamente la magia que invocó.

### Philopseudes
Amante de Mentiras (en griego antiguo: Φιλοψευδής, romanizado: Philopseudḗs, lit. 'Amante de Mentiras') es una historia enmarcada escrito por Luciano en 150 A.C. El narrador, Tychiades, está visitando la casa de un amigo enfermo y anciano, Eucrates, quien tiene argumentos para afirmar la realidad de lo sobrenatural. Eucrates y muchos otros visitantes narran diferentes cuentos con los que pretenden convencerlo de que los fenómenos sobrenaturales son reales. Cada historia es ridiculizada por Tychiades.
Eucrates relata una historia extremadamente similar a la de Goethe, quien lo había escuchado supuestamente en su juventud. Es, de hecho, la variación conocida más vieja de este tipo de cuento. Las diferencias son:
- El hechicero es un egipcio místico –un sacerdote de Isis llamado Páncrates.
- Eucrates no es un aprendiz, sino un compañero a quién eavesdrops lanza su hechizo sobre Pancrates.
- A pesar de que una escoba es mencionada como uno de los elementos que puede ser animado por el hechizo, Eucrates aquí utiliza un mortero. (Pancrates también utiliza la barra de una puerta.)

### Otro historias relacionadas
Temas similares (como el poder mágico o la tecnología volviéndose contra el aprendiz que la invoca) se encuentran en muchas tradiciones y obras de arte. El mitologista comparativo Patrice Lajoye argumenta a favor de un paralelo entre la leyenda Británica de Taliesin y un cuento de hada ruso, Le savoir magique, recogido por Aleksandr Afanásiev, en las que ambas historias son clasificados como ATU 325. Así también referenciado por Joseph Jacobs en sus Cuentos de Hada ingleses, Joseph Tunison (1849–1916) analizó varios cuentos medievales apócrifos del poeta romano Virgilio, incluyendo uno donde Virgilio convoca y esfuma una entidad de mal. La beca reconoce la popularidad del tipo de cuento en el folclore Yiddish.
En el siglo XVII, el autor francés Eustace le Noble escribió una variante de la historia en L'apprenti magicien.

#### En la mitología
- Midas
- Golem
- Abhimanyu en Chakravyuha en el Mahabharata
- La historia de Sañjīva Jātaka sobre el alumno que es asesinado por el tigre a quien trae la vida con un hechizo.[15]

#### En el folklore y los cuentos de hada
- "Maestro Lattantio Y Su Aprendiz Dionigi"
- "El Maestro y su Alumno"
- "El Ladrón y Su Maestro"
- "Dulce Porridge"
- "El Libro Mágico"
- "Labrador Weathersky"
- Faust
- Krabat

#### En la literatura
- Strega Nona
- Frankenstein
- "La pata de mono"
- El Hombre Quién Podría Trabajar Milagros (y numerosos otros trabajos por H. G. Wells)

## Otros usos
En 1897 el compositor francés Paul Dukas realizó una adaptación musical de esta obra en su poema sinfónico El aprendiz de brujo. 
En 1940 la película animada Fantasía de Disney hizo muy popular el poema musical de Dukas con el fragmento dedicado a plasmar esta historia en animación. 